# Nazionale femminile di beach handball dell'Italia
La nazionale di beach handball femminile dell'Italia rappresenta l'Italia nelle competizioni internazionali di beach handball sotto l'egida della FIGH. Nel 2004 le azzurre vinsero la medaglia di Bronzo ai campionati Mondiali. Nel 2009 le azzurre hanno vinto il campionato europeo e i Giochi mondiali.

## Atlete famose
- Elena Barani (Best pivot World Games 2009)
- Sabrina Porini (Best goalkeeper World championships 2008 and European Championships 2009)
- Carolina Balsanti (Top Scorer World Games 2009 and All stars Team European Championships 2011 Archiviato il 29 ottobre 2020 in Internet Archive.)
- Daniela Sposi (All Stars Team World Championships 2004)
- Silvia Scamperle
- Anika Niederwieser (Best Defender Beachandball World Championships 2014)